# 致密结缔组织
致密结缔组织（dense connective tissue）又称致密纤维组织（dense fibrous tissue），是以纤维作为其主要的细胞外基质组成的结缔组织；其细胞较少，纤维较为粗大且排列致密。主要功能为支持与连接。致密结缔组织的纤维主要由Ⅰ型胶原组成。围绕着胶原纤维的是成排的成纤维细胞（这类细胞是能够生成纤维的细胞）。致密结缔组织形成肌腱和韧带等的强有力的绳状结构。肌腱能将骨骼肌附着于骨骼上，而韧带连接骨骼的关节。韧带中的该组织弹性更好，比起肌腱拥有更多弹性纤维。致密结缔组织也构成皮膚中真皮的较底层，在真皮的较底层呈层片状分布（arranged by sheets）。

## 分类
根据组成该组织纤维的性质以及排列，致密结缔组织可分为规则致密结缔组织和不规则致密结缔组织二类，或有再添弹性组织一类的分类方法。

### 规则致密结缔组织
规则致密结缔组织(Dense regular connetive tissue)主要位于肌腱、肌膜以及韧带；其纤维大量密集顺应力方向成束平行排列，腱细胞胞体伸出薄翼状突起深入纤维束之间；该组织将骨骼肌附着在骨骼上，耐牵拉能力较强。

### 不规则致密结缔组织
不规则致密结缔组织(Dense irregular connetive tissue)主要位于真皮、硬脑膜、多数器官被膜；由交错成致密三维网状结构的粗大胶原纤维组成，少量基质和成纤维细胞位于纤维之间；能抵抗来自不同方向受力。

### 弹性组织
弹性组织(Elastic tissue)位于黄韧带、项韧带；其主要成分为弹性纤维，其由粗大的纤维平行排列成束组成，间以少量胶原纤维和成纤维细胞，以适应脊柱运动。